# Philip Baker Hall
Pour les articles homonymes, voir Philip, Baker et Hall.
Philip Baker Hall, est un acteur américain né le 10 septembre 1931 à Toledo dans l'Ohio et mort le 12 juin 2022 à Glendale en Californie.
Il est apparu dans plus de 100 films, la plupart du temps en ayant de petits rôles.

## Biographie
Son apparition en 1991 dans l'épisode The Library de la troisième saison de la sitcom Seinfeld est considérée comme l'un des meilleurs moments de la série,,,. Il déclare au magazine Rolling Stone : « C'est drôle, le lieutenant Bookman était l'un des derniers rôles pour lesquels j'ai auditionné, simplement parce que tant de portes se sont ouvertes après être apparu dans la série[...]Cela fait plus de 20 ans que nous avons tourné cet épisode, et je ne peux toujours pas sortir en public très longtemps avant que quelqu'un ne dise  « Mon dieu, c'est Bookman ! » Ou :  « Êtes-vous Bookman ? J'ai rendu ce livre de bibliothèque, je le jure ! ». »,. Il revient en 1998 dans le dernier épisode de la série.
En 1993, il joue dans le court métrage Cigarettes and Coffee de Paul Thomas Anderson qui marque la première collaboration entre les deux hommes. Par la suite, le réalisateur américain le fait jouer dans ses trois premiers films, Hard Eight  et Rock en 1996, Boogie Nights en 1997 et Magnolia en 1999.
De 2006 à 2007, il tient un des principaux rôles de la sitcom The Loop.
Il apparait pour la dernière fois à l'écran en 2020 dans la série Messiah diffusée sur la plateforme destinée au service de vidéo à la demande Netflix.
Le 12 juin 2022, l'acteur Philip Baker Hall décède à l'âge de 90 ans à Glendale en Californie.

## Filmographie

### Cinéma

#### Courts métrages
- 1993 : Cigarettes and Coffee de Paul Thomas Anderson
- 1994 : The Last Laugh de Robert Harders : William T.
- 2005 : A Buck's Worth de Tatia Rosenthal : (voix)
- 2007 : Thesis: Work vs. Play de Noha Wassif (vidéo)
- 2012 : Dog Eat Dog de Sian Heder

#### Longs métrages
- 1970 : Cowards de Simon Nuchtern : père Reis
- 1972 : Love-In '72 : père Reis
- 1974 : Throw Out the Anchor! de John Hugh : Ryan (as Phillip Hall)
- 1978 : Morts suspectes (Coma) de Michael Crichton : un docteur
- 1980 : Détective comme Bogart (The Man with Bogart's Face) de Robert Day : Dr Inman
- 1980 : The Last Reunion de Jay Wertz : Mike Sills
- 1981 : Dream On! (fa) d'Ed Harker
- 1984 : Secret Honor de Robert Altman : Richard Nixon
- 1986 : Rien en commun de Garry Marshall : Colonial Airlines Executive (non crédité)
- 1987 : Trois Heures, l'heure du crime (Three O'Clock High) de Phil Joanou : inspecteur Mulvahill
- 1988 : Midnight Run de Martin Brest : Sidney
- 1989 : Un monde pour nous (Say Anything...) de Cameron Crowe : Boss de l'IRS
- 1989 : How I Got Into College de Savage Steve Holland : Dean Patterson
- 1989 : SOS Fantômes 2 (Ghostbusters II) d'Ivan Reitman : commissaire de police
- 1989 : Délit d'innocence (An Innocent Man) de Peter Yates : Juge Kenneth Lavet
- 1991 : Blue Desert (en) de Bradley Battersby (en) : Joe
- 1992 : Explosion immédiate (Live Wire) de Christian Duguay : Sénateur Thyme
- 1995 : The Little Death de Morgan Nichols : Inspecteur Snyder
- 1995 : Kiss of Death de Barbet Schroeder : Big Junior Brown
- 1996 : Au-delà des lois (Eye for an Eye) de John Schlesinger : Sidney Hughes
- 1996 : Double mise (Hard Eight) de Paul Thomas Anderson : Sydney
- 1996 : Rock (The Rock) de Michael Bay : Juge en chef des États-Unis (non crédité)
- 1996 : Hit Me de Steven Shainberg : Lenny Ish
- 1997 : Mon copain Buddy (Buddy) de Caroline Thompson : Ministre
- 1997 : Air Force One de Wolfgang Petersen : procureur général des États-Unis, Andrew Ward
- 1997 : Boogie Nights de Paul Thomas Anderson : Floyd Gondolli
- 1998 : Implicated d'Irving Belateche : John Sawyer
- 1998 : Sour Grapes de Larry David : Mr. Bell
- 1998 : The Truman Show de Peter Weir : Network Executive
- 1998 : Judas Kiss de Sebastian Gutierrez : Pobby Malavero
- 1998 : Rush Hour de Brett Ratner : capitaine William Diel
- 1998 : Ennemi d'État (Enemy of the State) de Tony Scott : Mark Silverberg, procureur (non crédité)
- 1998 : Psycho de Gus Van Sant : shérif Al Chambers
- 1999 : Broadway, 39e rue (Cradle Will Rock) de Tim Robbins : Gray Mathers
- 1999 : Révélations (The Insider) de Michael Mann : Don Hewitt
- 1999 : Let the Devil Wear Black de Stacy Title : Sol Hirsch
- 1999 : Magnolia de Paul Thomas Anderson : Jimmy Gator
- 1999 : Le Talentueux Mr Ripley (The Talented Mr. Ripley) d'Anthony Minghella : Alvin MacCarron
- 2000 : L'Enfer du devoir (Rules of Engagement) de William Friedkin : Général H. Lawrence Hodges
- 2000 : Manipulations (The Contender) de Rod Lurie : Oscar Billings
- 2000 : Les Âmes perdues (Lost Souls) de Janusz Kamiński : père James
- 2001 : A Gentleman's Game de J. Mills Goodloe : Charlie Logan
- 2002 : La Somme de toutes les peurs (The Sum of All Fears) de Phil Alden Robinson : David Becker, secrétaire à la Défense
- 2003 : Die, Mommie, Die! (en) de Mark Rucker : Sol Sussman
- 2003 : Dogville de Lars von Trier : Tom Edison Senior
- 2003 : Bruce tout-puissant (Bruce Almighty) de Tom Shadyac : Jack Baylor
- 2003 : A House on a Hill de Chuck Workman : Harry Mayfield
- 2004 : Duck de Nicole Bettauer : Arthur Pratt
- 2004 : En bonne compagnie (In Good Company) de Paul Weitz : Eugene Kalb
- 2005 : The Matador de Richard Shepard : M. Randy
- 2005 : Amityville (The Amityville Horror) d'Andrew Douglas : père Callaway
- 2005 : The Zodiac d'Alexander Bulkley (en) : Frank Perkins
- 2005 : Mrs. Harris (en) de Phyllis Nagy : Arthur Schulte
- 2006 : Islander d'Ian McCrudden : Popper
- 2006 : The TV Set de Jake Kasdan : Vernon Maxwell
- 2006 : Raymond de Brian Robbins : Lance Strictland
- 2007 : You Kill Me de John Dahl : Roman Krzeminski
- 2007 : Rush Hour 3 de Brett Ratner : capitaine William Diel (non crédité)
- 2007 : Zodiac de David Fincher : Sherwood Morrill
- 2009 : Sea, Sex and Fun (Fired Up) de Will Gluck : Coach Byrnes
- 2009 : Wonderful World (en) de Joshua Goldin : homme
- 2009 : Jack l'éventreur: the Lodger de David Ondaatje : Capitaine Smith
- 2010 : Love and Secrets (All Good Things) d'Andrew Jarecki (en) : Malvern Bump
- 2011 : Monsieur Popper et ses pingouins (Mr. Popper's Penguins) de Mark Waters : Franklin
- 2011 : 50/50 de Jonathan Levine : Alan
- 2012 : Bending the Rules d'Artie Mandelberg : Herb Gold
- 2012 : Departure Date de Kat Coiro : Jake vieux
- 2012 : Des gens comme nous (People Like Us) d'Alex Kurtzman : Ike Rafferty
- 2012 : Argo de Ben Affleck : directeur de la CIA, Stansfield Turner (non crédité)
- 2012 : The Chicago 8 (en) de Pinchas Perry : juge Julius Hoffman
- 2013 : Bad Words de Jason Bateman : Dr Bowman
- 2014 : Comment séduire une amie (Playing It Cool) de Justin Reardon : grand papa
- 2017 : The Last Word de Mark Pellington : Edward
- 2017 : Manhattan Stories (Person to Person) de Dustin Guy Defa : Jimmy

### Télévision

#### Séries télévisées
- 1976 : Good Times (en) (saison 3, épisode 18 : J.J.'s Fiancee: Part 2) : propriétaire du motel
- 1976 - 1977 : Visions (en) :
  - (saison, épisode : You Can Run, But You Can't Hide) : Boyle
  - (saison, épisode : Gold Watch) : Severson
- 1977 : MASH (saison 6, épisode 06 : La lumière qui faiblit) : Sergent Hacker
- 1977 : L'homme de l'Atlantide (téléfilm 1 : L'Arrivée) : George
- 1978 : Emergency! (en) (saison 7, épisode 01 : The Steel Inferno) : Oliver Warren
- 1978 : The Fitzpatricks (en) (saison 1, épisode 10 : A Living Wage) : Bertram
- 1980 : La Famille des collines (saison 8, épisode 22 : The Furlough) : Major Gordon
- 1982 : Seven Brides for Seven Brothers (en) :
  - (saison 1, épisode 02 : The Man in the White Hat) : procureur
  - (saison 1, épisode 13 : Christmas Song) : Wilcox
- 1982 : Hooker (saison 2, épisode 09 : L'Enfant du silence) : Juge Wallace
- 1982 : Cagney et Lacey (saison 2, épisode 05 : Hot Line) : Lieutenant Sweeny
- 1982 : Quincy :
  - (saison 7, épisode 12 : Smoke Screen) : Capitaine Rasmussen
  - (saison 8, épisode 06 : Sleeping Dogs) : Marty Shell
- 1982 : La Loi selon McClain (saison 1, épisode 14 : Takeover) : M. Harris
- 1983 : Lottery! (saison 1, épisode 10 : Houston: Duffy's Choice)
- 1985 : Le Juge et le Pilote (Hardcastle and McCormick) (saison 2, épisode 13 : Trop riche pour maigrir) : Jack Marsh
- 1987 : Deux flics à Miami (Miami Vice) (saison 4, épisode 01 : Parodie de justice) : Juge Delaporte
- 1987 : Mariah (7 épisodes) : James Malone
- 1988 : Sacrée Famille (Family Ties) : Dr Harrison
  - (saison 7, épisode 05 : Heartstrings: Part 1)
  - (saison 7, épisode 06 : Heartstrings: Part 2)
  - (saison 7, épisode 07 : Heartstrings: Part 3)
- 1989 - 1990 : Falcon Crest (13 épisodes) : Ed Meyers
- 1990 : Bagdad Cafe (saison 2, épisode 01 : This Bird Has Flown) : Herb
- 1990 : Matlock (saison 5, épisode 01 : La Mère) : Juge
- 1991 : Le juge de la nuit (Dark Justice) (saison 1, épisode 17 : The Neutralizing Factor) : Winchester Keller (sous le nom de Phillip Baker Hall)
- 1991 : Equal Justice (en) (saison 2, épisode 09 : Do the Wrong Thing) : Juge S.E. Cleveland
- 1991 : La Loi de Los Angeles (saison 5, épisode 12 : Mais qui est-il ?) : Tom Baker
- 1991 : Arabesque (saison 7, épisode 13 : Contravention fatale) : Len Costner
- 1991 - 1992 : Guerres privées (Civil Wars) :
  - (saison 1, épisode 02 : Le Temps du partage)
  - (saison 1, épisode 11 : Leçon de conduite)
  - (saison 2, épisode 08 : A Bus Named Desire)
- 1991 - 1998 : Seinfeld : Lieutenant Bookman
  - (saison 3, épisode 04 : La Bibliothèque)
  - (saison 9, épisodes 22 et 23 : Grandeur et décadence)
- 1991 : Nurses (en) (saison 2, épisode 07 : Playing Doctor) : M. Todd
- 1993 : Cheers (saison 11, épisode 21 : Woody en campagne) : Conseiller municipal Kevin Fogerty
- 1994 : Hardball (saison 1, épisode 06 : Lee's Bad, Bad Day) : Beanball McGee
- 1994 : Chicago Hope: La Vie à tout prix (saison 1, épisode 05 : Histoires de cœur) : M. Wellington
- 1994 : Madman of the People (en) (saison 1, épisode 03 : All Work and No Play Makes Jack a Mad Boy) : Kent
- 1994 : The Good Life (en) (saison 1, épisode 11 : Melissa the Thief) : Mr. Humphreys
- 1994 : La Maison en folie (Empty Nest) (saison 6, épisode 17 : Brotherly Shove) : Jerod
- 1996 : The John Larroquette Show (saison 4, épisode 07 : Napping to Success) : M. Frank
- 1996 : Life's Work (en) (saison, épisode : Contempt) : Juge Conklin
- 1997 : The Practice : Bobby Donnell et Associés (The Practice) :
  - (saison, épisode : Part I) : Juge Joseph Vinocour
  - (saison, épisode : Part V) : Juge Joseph Vinocour
  - (saison, épisode : Part VI) : Juge Joseph Vinocour
  - (saison, épisode : Betrayal) : Juge Canker
- 1997 : Troisième planète après le Soleil (3rd Rock from the Sun) (saison 2, épisode 13 : Fierté mal placée) : Président Dewey
- 1997 - 1998 : Millennium : Group Elder
  - (saison 2, épisode 08 : La Main de Saint-Sébastien)
  - (saison 2, épisode 16 : Les Coqs - 2e partie)
- 1997 - 1998 : Michael Hayes (20 épisodes) : William Vaughn
- 1998 : L.A. Docs (saison 1, épisode 04 : Fear of Flying) : Vincent Cattano
- 2000 : Le Fugitif (deuxième série - saison 1, épisode 07 : La Prière de Saint-Christophe) : Stuart Kimble
- 2001 - 2002 : Baby Blues (en) :
  - (saison 1, épisode 08 : Ugly Zoe) : M. Thompson (voix)
  - (saison 2, épisode 01 : Wanda Proof) : M. Saunders (voix)
- 2001 - 2002 : Pasadena (7 épisodes) : George Reese Greeley
- 2002 : FBI : Portés disparus (saison 1, épisode 06 : Faire Son Devoir) : Noah Ridder
- 2002 : Les Nuits de l'étrange (Night Visions) (saison 1, épisode 21 : Les Clandestins) : Dennis Brascom
- 2004 : Monk (saison 3, épisode 5 : Monk rencontre le parrain) : Salvatore Lucarelli
- 2004 : À la Maison-Blanche (The West Wing) : Sénateur Matt Hunt
  - (saison 5, épisode 14 : Corruption)
  - (saison 6, épisode 07 : Le Temps des changements)
- 2004 : Boston Justice (Boston Legal) (saison 1, épisode 01 : Affaires difficiles) : Ernie Dell
- 2003 - 2004 : Everwood : Dr Donald Douglas
  - (saison 1, épisode 23 : À la vie, à la mort)
  - (saison 2, épisode 20 : La Dernière Chance)
  - (saison 2, épisode 21 : L'Avenir nous appartient)
- 2004 - 2009 : Larry et son nombril (Curb Your Enthusiasm) : Dr Morrison
  - (saison 4, épisode 01 : La Proposition de Mel)
  - (saison 7, épisode 04 : La Serviette chaude)
- 2006 - 2007 : The Loop (17 épisodes) : Russ
- 2007 : Big Love (saison 2, épisode 11 : Esprit de famille) : Ned Johanssen
- 2008 : Worst Week : Pour le meilleur... et pour le pire ! (Worst Week) : Révérend Lowell
  - (saison 1, épisode 08 : Je le vœux)
  - (saison 1, épisode 10 : L'union fait la farce)
- 2008 : Psych : Enquêteur malgré lui (saison 2, épisode 14 : Dans le secret de la loge) : Irving Parker
- 2010 : Warren the Ape (saison 1, épisode 12 : Rock Opera) : Dr Ralph Schwartz
- 2010 : Le Monde selon Tim (The Life and Times of Tim) (saison 2, épisode 10 : London Calling/Novelist) : Norman Walker (voix)
- 2011 - 2012 : Modern Family : Walt Kleezak
  - (saison 2, épisode 18 : Une soirée très gay)
  - (saison 3, épisode 11 : Lames de rasoir et souris noires)
  - (saison 3, épisode 19 : Votez pour Claire !)
- 2012 : Childrens Hospital (saison 4, épisode 10 : A Year in the Life) : Dr Joseph Mengele
- 2012 : The Newsroom (saison 1, épisode 03 : Le 112e Congrès) : Bryce Delancy
- 2012 : Ruth and Erica (8 épisodes) : Harry
- 2014 : Rake (saison 1, épisode 11 : Remembrance of Taxis Past) : Mitch Markham

#### Téléfilms
- 1975 : The Last Survivors
- 1976 : Panique en plein ciel (Mayday at 40,000 Feet!) de Robert Butler : Reporter
- 1977 : Man from Atlantis : George
- 1977 : The Hostage Heart (en) : Dr Harvey Fess
- 1977 : Cellule des condamnés (Kill Me If You Can) : Phillips
- 1978 : Terreur dans le ciel (Terror Out of the Sky) : Starrett
- 1978 : The Bastard
- 1979 : Samurai : Prof. Owens
- 1980 : Riding for the Pony Express : M. Durfee
- 1981 : La Maison maudite (This House Possessed) : employé
- 1982 : Games Mother Never Taught You : Lester Greene
- 1983 : The Night the Bridge Fell Down : Warren Meech
- 1986 : Qui est Julia ? (Who Is Julia?) : Dean May
- 1987 : The Spirit : Sevrin
- 1988 : Goddess of Love (en) : Inspecteur Charles
- 1989 : Appel au secours (A Cry for Help: The Tracey Thurman Story) de Robert Markowitz : le juge Blumenfeld
- 1989 : Incident à Dark River (Incident at Dark River) : Dr Leo Manus
- 1991 : Des héros par milliers (Crash Landing: The Rescue of Flight 232) : Sam Gochenour
- 1992 : Détective de père en fille (en) (Stormy Weathers) : Dr Comden
- 1994 : MANTIS d'Eric Laneuville : Coroner Smitty
- 1994 : Roswell : Général Roswell
- 1994 : Without Warning (en) : Dr Kurt Lowden
- 1998 : Un monde trop parfait (Tempting Fate) : Dr Bardwell
- 1998 : La Famille trahie (Witness to the Mob) de Thaddeus O'Sullivan : Toddo Aurello
- 1999 : Partners de Brett Ratner : Scarpatti
- 2000 : Jackie Bouvier Kennedy Onassis de David Burton Morris : Aristote Onassis
- 2001 : Loomis de Michael Lembeck
- 2002 : Sur le chemin de la guerre (Path to War) de John Frankenheimer (téléfilm) : Sénateur Everett Dirksen
- 2005 : Mrs. Harris (en) : Arthur Schulte
- 2007 : Wildlife de Tucker Gates
- 2013 : Clear History de Greg Mottola : McKenzie